# Andrzejewo (Mazovie)
Pour les articles homonymes, voir Andrzejewo.
Andrzejewo (prononciation : [andʐɛˈjɛvɔ]) est un village polonais de la gmina d'Andrzejewo dans le powiat d'Ostrów Mazowiecka de la voïvodie de Mazovie dans le centre-est de la Pologne.
Le village est le siège administratif (chef-lieu) de la gmina appelée gmina d'Andrzejewo.
Il se situe à environ 21 km à l'est d'Ostrów Mazowiecka (siège du powiat) et à 107 km au nord-est de Varsovie (capitale de la Pologne).
Le village compte approximativement une population de 937 habitants en 2009.

## Histoire
De 1975 à 1998, le village appartenait administrativement à la voïvodie de Łomża.